# 白川八幡神社
白川八幡神社（しらかわはちまんじんじゃ）は、岐阜県大野郡白川村荻町にある神社である。
世界遺産の白川郷にある神社である。かつての白川郷は飛騨国の庄川流域一帯のことであり、1875年（明治8年）、尾神村（御母衣ダムで水没）以北の「下白川郷」23ヶ村が白川村、海上村（御母衣ダムで水没）以南の「上白川郷」18ヶ村が荘川村（現高山市）になっている。白川八幡神社は、かつては上白川郷と下白川郷、計41ヶ村の産土神とされていた。
毎年10月、どぶろく祭りが行われる。

## 祭神

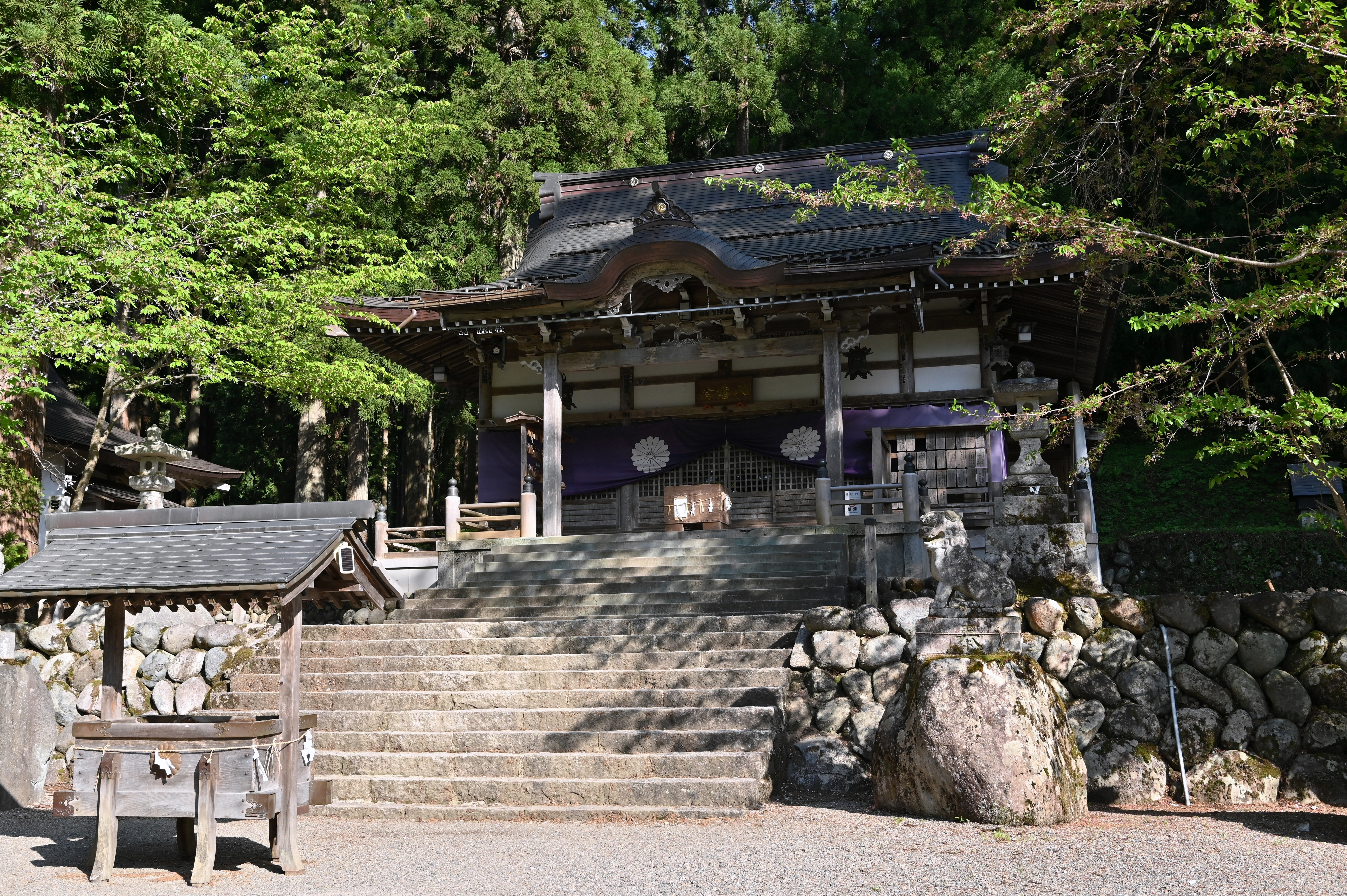
拝殿

応神天皇

## 沿革
- 和銅年間（708年 - 714年）創建と伝えられている。
- 1628年（寛永4年）、山下氏勝（帰雲城城主内ヶ島氏家臣→尾張藩家臣。萩町城主）により、境内に釈迦堂が建立される。
- 1636年（寛永12年）、社殿が再建される。
- 元禄年間（1688年 - 1704年）、別当寺として仙光院を置く[1]。
- 1748年（延享5年）、別当寺として内ヶ戸から明善寺を移す。

## 文化財
白川八幡神社のスギ（村指定天然記念物）

## 所在地
岐阜県大野郡白川村荻町559

## 交通

### 自動車
東海北陸自動車道白川郷ICより約1 km。

### 公共交通機関
高速バス・路線バスで白川郷バスターミナル下車、徒歩12分。同所までの交通アクセスは白川郷#路線バスを参照のこと。
かつては神社のすぐ目の前に加越能バスの「荻町神社前」バス停があり、五箇山を経由して高岡駅前までを結ぶ路線バスが発着していた。

## その他

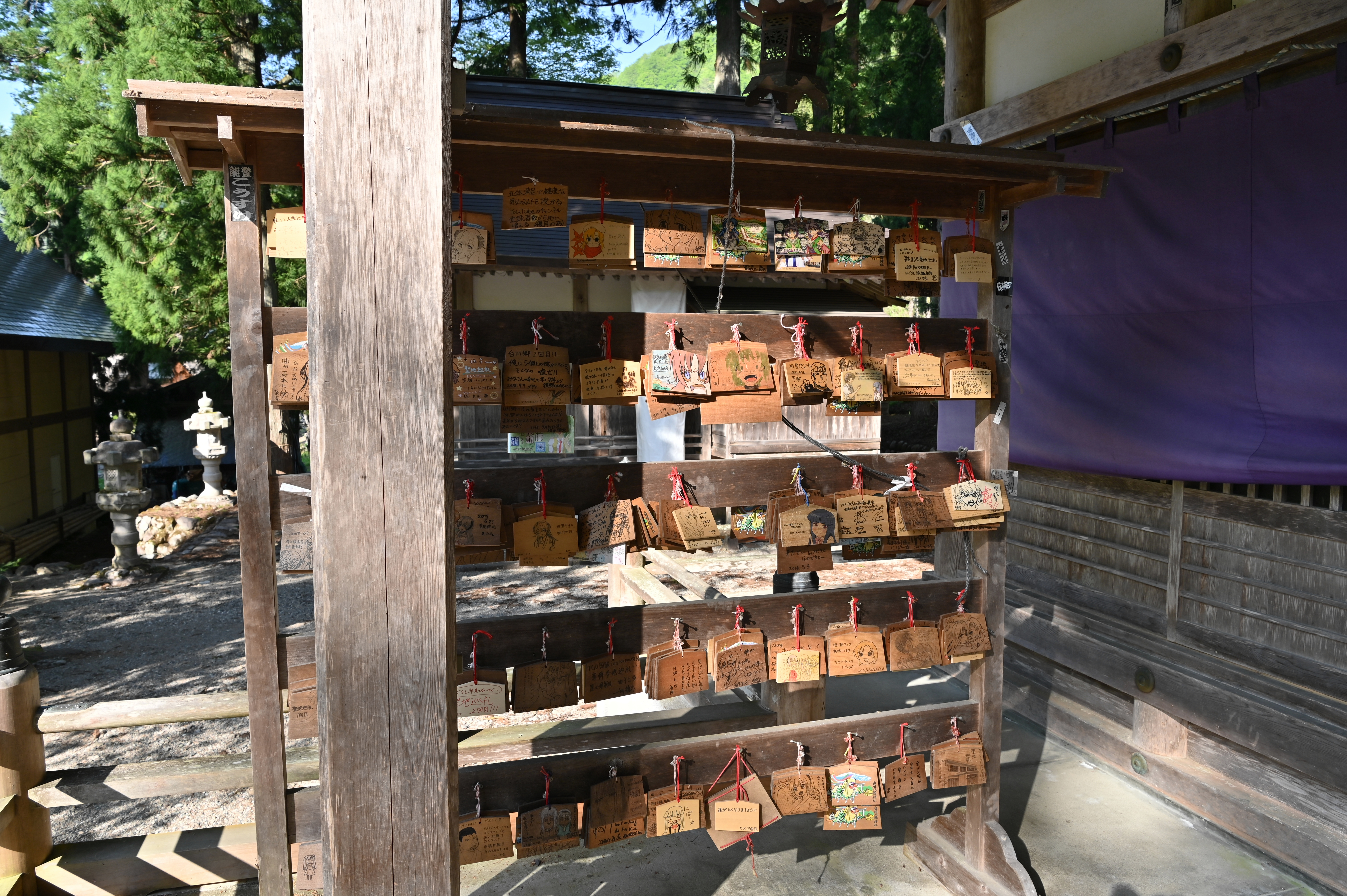
拝殿にある絵馬架け

同人ゲーム・ひぐらしのなく頃にに登場する、古手神社のモデルといわれている。そのため、神社にかけられた絵馬の8割程度に、同作に関連するイラストが描かれている。